# Diekholzen
Diekholzen er en by og kommune i det centrale Tyskland med 6.439 indbyggere (2018-12-31), beliggende under Landkreis Hildesheim i den sydlige del af delstaten Niedersachsen. Kommunen ligger omkring 7 km sydvest for Hildesheim ved vandløbet Beuster, der er et tilløb til floden Innerste.

## Geografi
Diekholzen er beliggende syd for Hildesheim ved nordranden af Hildesheimer Wald. Floden Innerste løber gennem landsbyen Egenstedt. Diekholzen og Söhre ligger i dalen til Beuster, der er en biflod til Innerste.
Kommunen har en udstrækning fra nord til syd på 6,2 kilometer og fra vest til øst på 9,5 kilometer.
I kommunen Diekholzen ligger landsbyerne Diekholzen (3.484 indbyggere), Barienrode (1.716), Söhre (1.716) og Egenstedt (711), som blev sammenlagt til én kommune i 1974. I Diekholzen ligger kommunens administration, skole, hospital, butikker, restauranter og et hotel. Et flertal af befolkningen er katolikker.